# Arsenie Papacioc

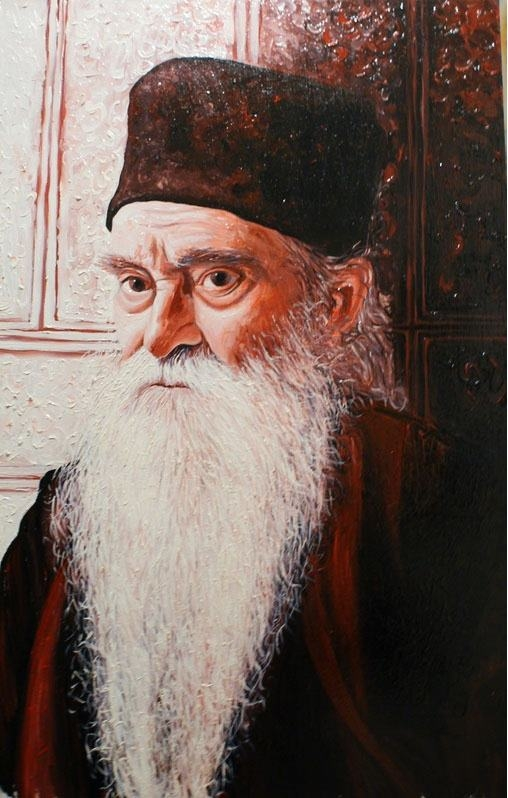
Retrato Arsenie Papacioc de Paul Mecet, aceite / madera, 2011

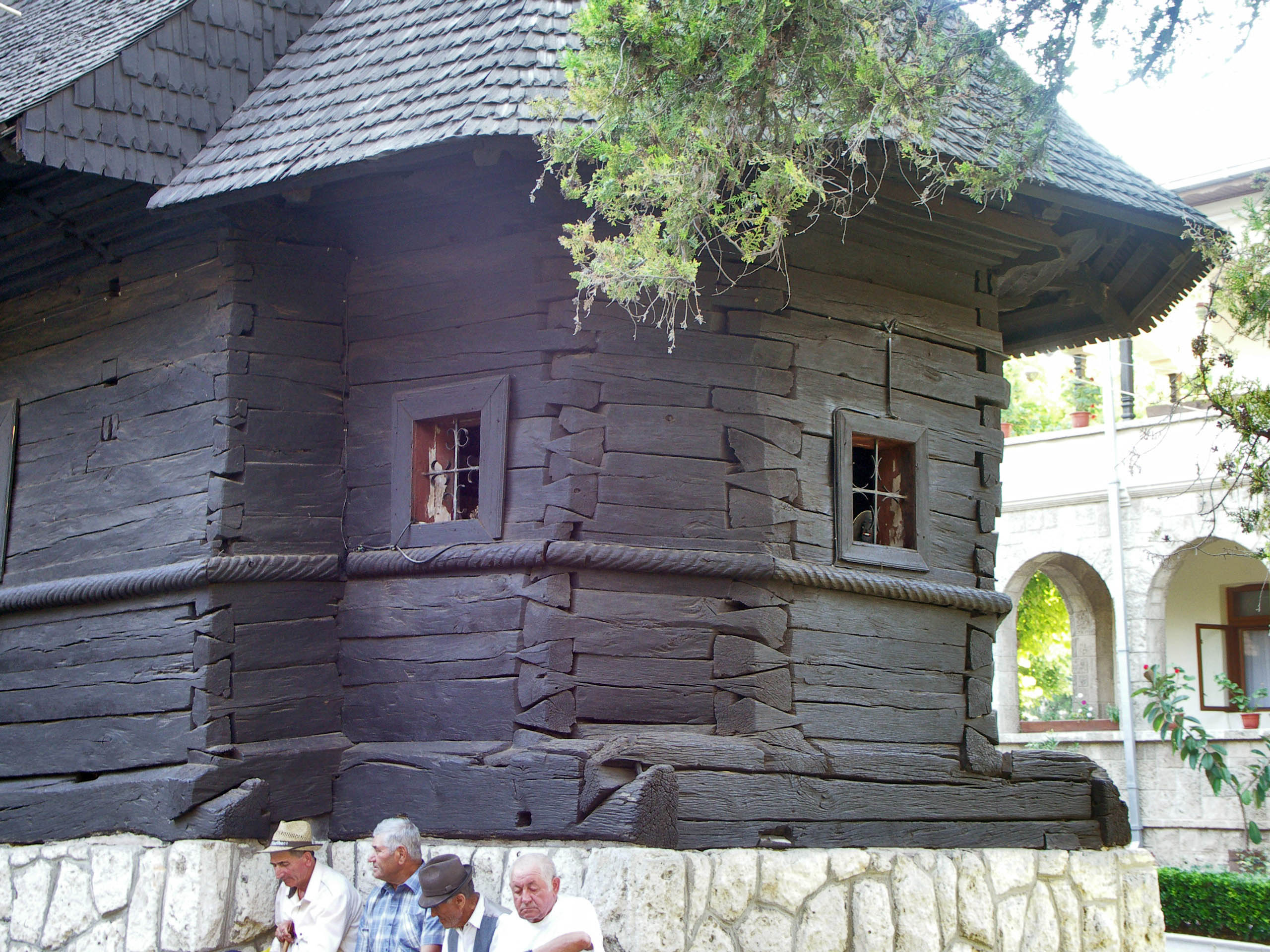
Iglesia del Monasterio Santa María de Techirghiol, donde reside el P. Arsenie Papacioc

Arsenie Papacioc (nacido el 15 de agosto de 1914 en Perieti, distrito rumano de Ialomita, fallecido el 19 de julio de 2011, en el Monasterio Santa María, Techirghiol), fue un importante "duhovnic" o "Padre Espiritual" de la Iglesia Ortodoxa Rumana. Desde el año 1976 fue sacerdote confesor del Monasterio Santa María de Techirghiol. Fue arrestado y condenado durante el mandato de Ion Antonescu, en 1941, por sus vínculos con el Movimiento Legionario. Ordenado monje en 1946, después de ser liberado se radica en el Monasterio Antim de Bucarest, hasta 1949. Entre 1949-1950 ejerce como escultor en el Instituto Bíblico, y en el año 1951 se hace sacerdote en el Seminario Monacal del Monasterio Neamt. Entre 1952-1958 es sacerdote del Monasterio Slatina. Durante varios años, el Padre Papacioc sufrió en las prisiones del régimen de reeducación comunista, al lado de significativos representantes del ortodoxismo rumano, como Iustin Parvu, Ioan Ianolide, Valeriu Gafencu, Nichifor Crainic, Mircea Vulcanescu y otros. En verano del año 1958 es nuevamente arrestado y condenado a 20 años de trabajos forzosos, siendo amnistiado en 1964 cuando cumplía su sentencia en las prisiones de Aiud.

## Biografía
Considerado uno de los más importantes "duhovnics" de Rumanía, el Padre Arsenie Papacioc nació en 1914 como séptimo hijo de una familia de campesinos. Bautizado con el nombre de "Anghel", desde muy pequeño empieza a destacar en distintas actividades académicas, fundando ya en los años de la educación secundaria, la revista literaria "Vraja" junto a sus compañeros de clase. Asimismo, desarrolla un gran interés en actividades físicas como el atletismo, participando en diversas competiciones en Bucarest. A la edad de veinte años empieza a sentirse atraído por la vida monacal, intentando ingresar a la comunidad del Monasterio Frasinei de Valcea. Sin embargo, el stárets de aquel lugar, el Padre Simeon, le rechaza debido a que lo encuentra sobre calificado para los duros trabajos del monasterio.

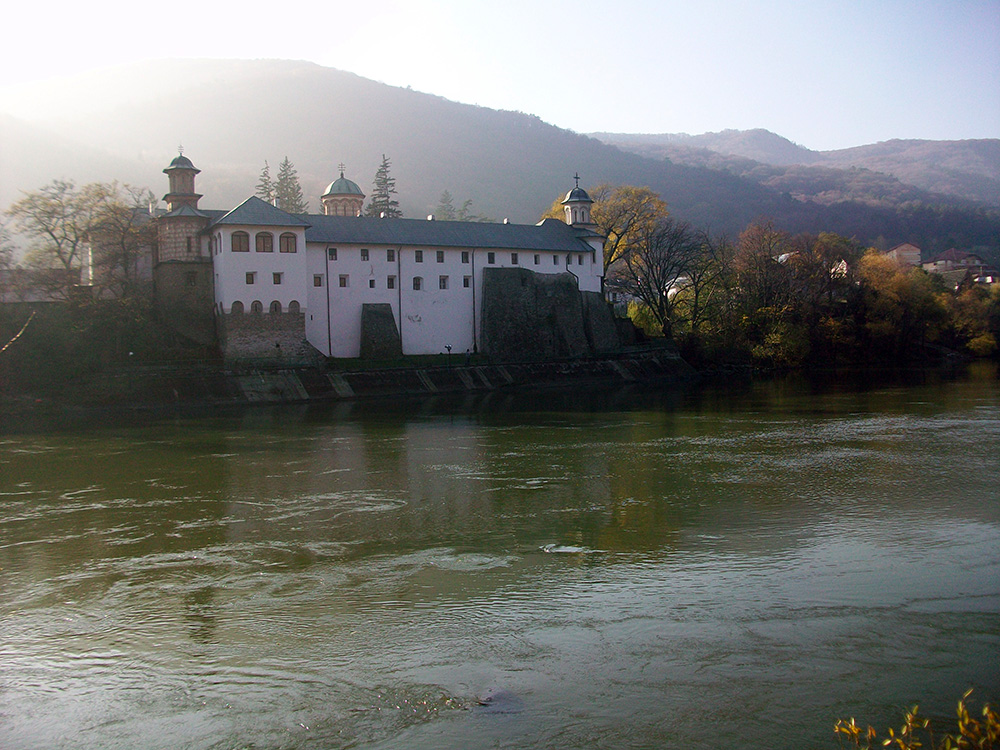
Monasterio Cozia

Sin poder renunciar a la idea de convertirse en monje, se dirige esta vez al Monasterio Cozia, en donde sí es recibido. Ahí se le asigna como tarea impartir clases de educación cívica. Es entonces cuando empieza a ser sujeto de sospechas por parte de las autoridades afines al régimen comunista; por esta razón, se ve obligado a abandonar el monasterio y se establece durante un año y medio en la factoría agrícola que la comunidad tiene en la aldea de Caracal. Luego, se dirige a Ciclovina con el Padre Gherasim Iscu, stárets del Monasterio Tismana. El entonces Metropolita de Oltenia, Firmilian, le propone un puesto como profesor del Seminario Teológico, a lo que las autoridades de la Securitate se oponen, por lo que se ve obligado a retirarse al Monasterio Sihastria. Ahí es tonsurado oficialmente, tomando el nombre de Arsenie y siendo enviado al Monasterio de Neamt. Posteriormente se traslada nuevamente al Monasterio Slatina, en donde es nombrado Superior. Tiempo después es arrestado y enviado a Suceava, en donde es torturado durante cerca de tres meses, acusado de diversos hechos sin base real.
Después de varios años de prisión, de largos interrogatorios y traslados de un centro penitenciario a otro, es liberado y autorizado para ejercer el sacerdocio en una parroquia de Ardeal. Luego, en 1976, se dirige al Monasterio Santa María, de Techirghiol, en donde hasta hoy fue continuamente visitado por peregrinos de todo el país.